# Troki
Troki (lit. Trakai, biał. Трокі) – miasto na Litwie, w okręgu wileńskim, siedziba rejonu trockiego.
Troki leżą na Pojezierzu Wileńskim, na półwyspie między jeziorami Galwe na północy, Tataryszki na zachodzie, Łuka na wschodzie i Giełusz na południu. Ośrodek turystyczny. Miasteczko położone 28 km od Wilna.
Troki były miastem królewskim Wielkiego Księstwa Litewskiego, położonym w drugiej połowie XVI wieku w powiecie trockim województwa trockiego. Miejsce obrad sejmików ziemskich powiatu trockiego.

## Opis

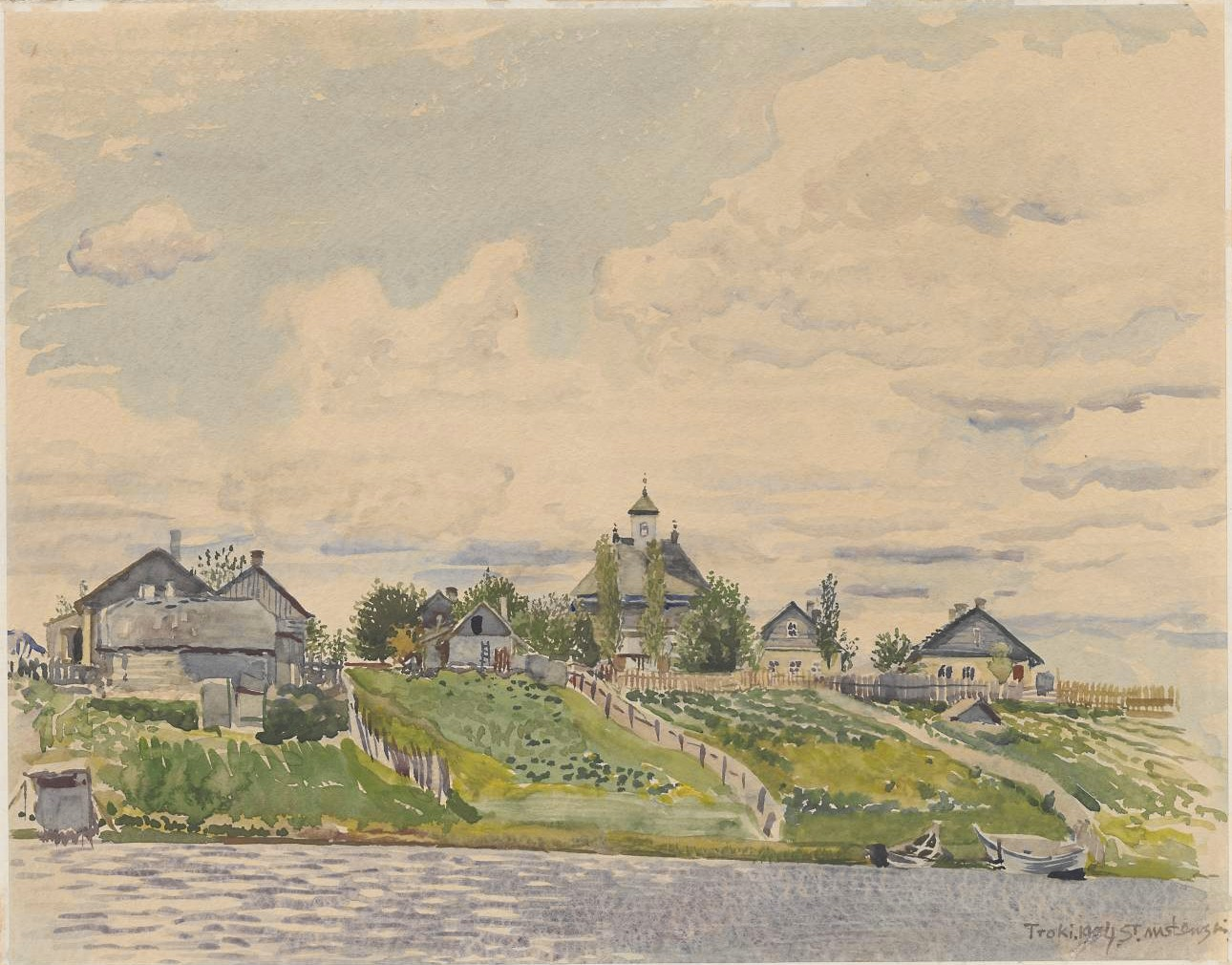
Troki – widok karaimskiego brzegu, akwarela Stanisława Masłowskiego z 1904 roku (Muzeum Narodowe w Warszawie)

Około 5 km na południowy wschód od Trok leży poprzednia stolica Litwy (do XIV wieku), obecnie wieś, Stare Troki. W latach 1413–1795 miasto było centrum województwa trockiego w Wielkim Księstwie Litewskim. Przed 1441 rokiem Troki uzyskały prawa miejskie magdeburskie. W 1609 katoliccy fanatycy spalili miejscowy meczet, świątynię protestancką i synagogę. Do 1939 znajdowało się na obszarze Polski w powiecie wileńsko-trockim ówczesnego województwa wileńskiego; siedziba wiejskiej gminy Troki. Troki były również garnizonem macierzystym batalionu KOP „Troki”. W 1928 Hadżi Seraja Szapszał objął urząd hachana (zwierzchnika Karaimów) z siedzibą w Trokach. W 1938 sumptem państwa polskiego rozpoczęto w Trokach budowę Muzeum Karaimskiego, które istnieje do dzisiaj.
Po II wojnie światowej i utracie miasta przez Polskę, do 1 listopada 1946 z rejonu trockiego w obecne granice Polski wysiedlono ok. 5,4 tys. Polaków, natomiast ok. 13,7 tys. zarejestrowanych do przesiedlenia Polaków pozostało w rejonie. Według danych litewskich w 2001 Polacy stanowili 21% mieszkańców Trok, a w 2011 – 19%.
W 1991 na terenie miasteczka i okolicznych terenów (8,2 tys. ha) utworzono Trocki Historyczny Park Narodowy.
Miasto jest siedzibą grupy etnicznej i religijnej Karaimów, sprowadzonych tu w średniowieczu z Krymu przez wielkiego księcia litewskiego Witolda Kiejstutowicza. Funkcjonuje tu Muzeum Etnograficzne Karaimów im. Seraji Szapszała.
Podczas okupacji hitlerowskiej, w czerwcu 1941 roku Niemcy utworzyli getto dla żydowskich mieszkańców. Przebywało w nim około 400 osób. We wrześniu 1941 roku Niemcy zlikwidowali getto, a Żydów zamordowano na wyspie Troki.

## Zabytki
- zamek zbudowany przez księcia Witolda
- kościół farny pod wezwaniem Nawiedzenia Najświętszej Maryi Panny, wzniesiony w XV w. w stylu gotyckim, później przebudowany w stylu barokowym, ze słynącym łaskami obrazem Matki Bożej Trockiej
- kienesa karaimska z XVIII w.
- cerkiew prawosławna Narodzenia Przenajświętszej Bogurodzicy z XIX w., parafialna
- kościół pobernardyński
- ruiny drugiego zamku, tzw. lądowego (zamek na półwyspie)
- stara zabudowa
- stary cmentarz
- strażnica KOP
- stara poczta
- pałac hr. Tyszkiewicza wraz z parkiem w Zatroczu

## Sport
- Piłka nożna – FK Trakai (lit. Futbolo Klubas Trakai), klub grający w najwyższej klasie rozgrywkowej na Litwie, A lyga. Klub rozgrywa swoje mecze domowe na stadionie LFF w Wilnie, który może pomieścić 5 400 widzów. Własny Nowy Stadion w Trokach może pomieścić 2 000 widzów, ale nie spełnia wymogów A lygi.
- Hokej – drużyna hokeja na lodzie pod nazwą Gauja Troki przystąpiła do rozgrywek II ligi polskiej w sezonie 2016/2017[14].

## Miasta partnerskie
Troki są miastem bliźniaczym dla Rheine w Westfalii i dla Malborka w Polsce (od 1997).
- Malbork
- Rheine
- Bernburg (Saale)
- Nowy Sącz
- Giżycko
- Góra
- Szydłowiec
- Alanya
- Koszalin

## Galeria

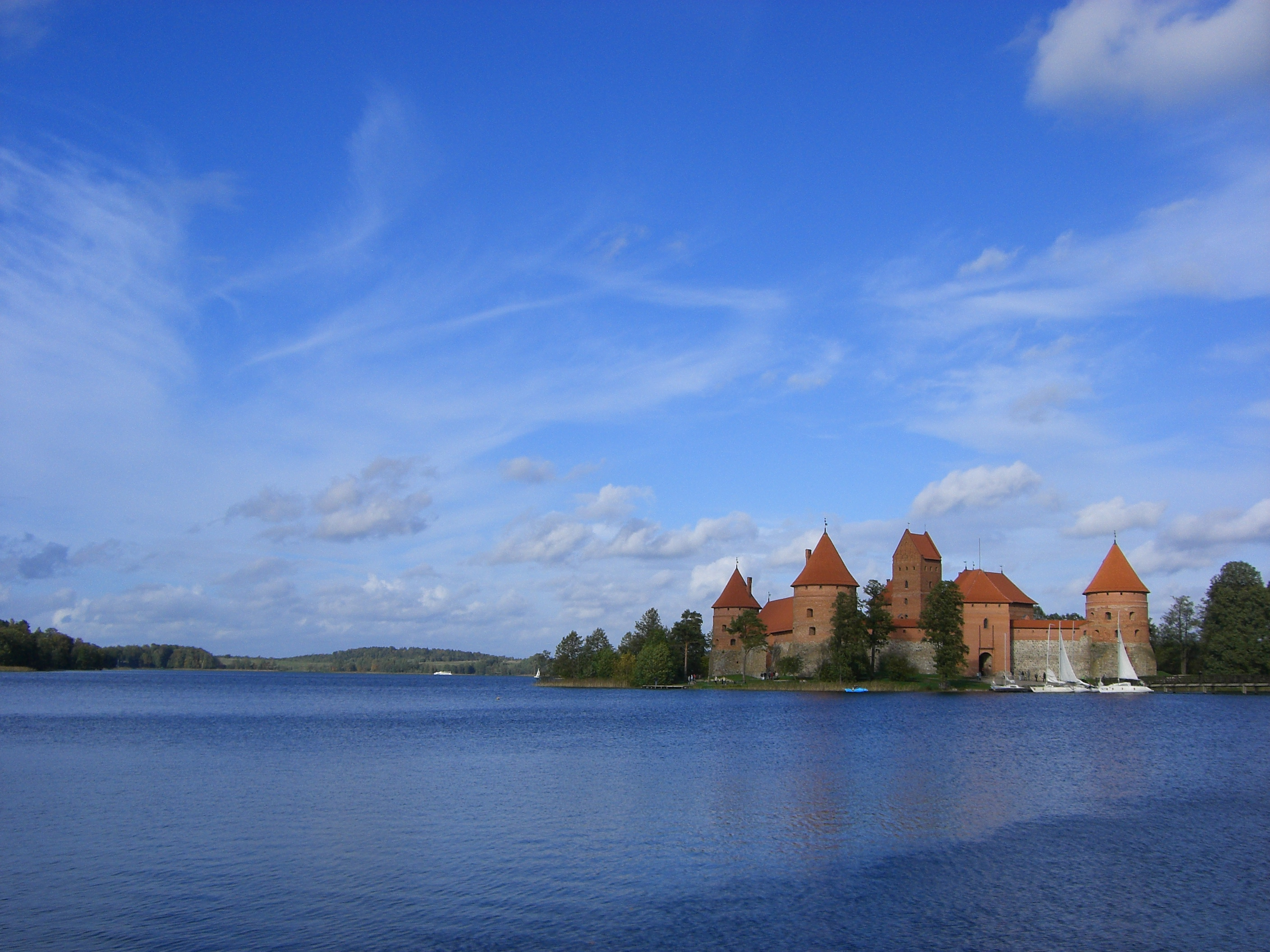
Współczesny widok na nowy zamek
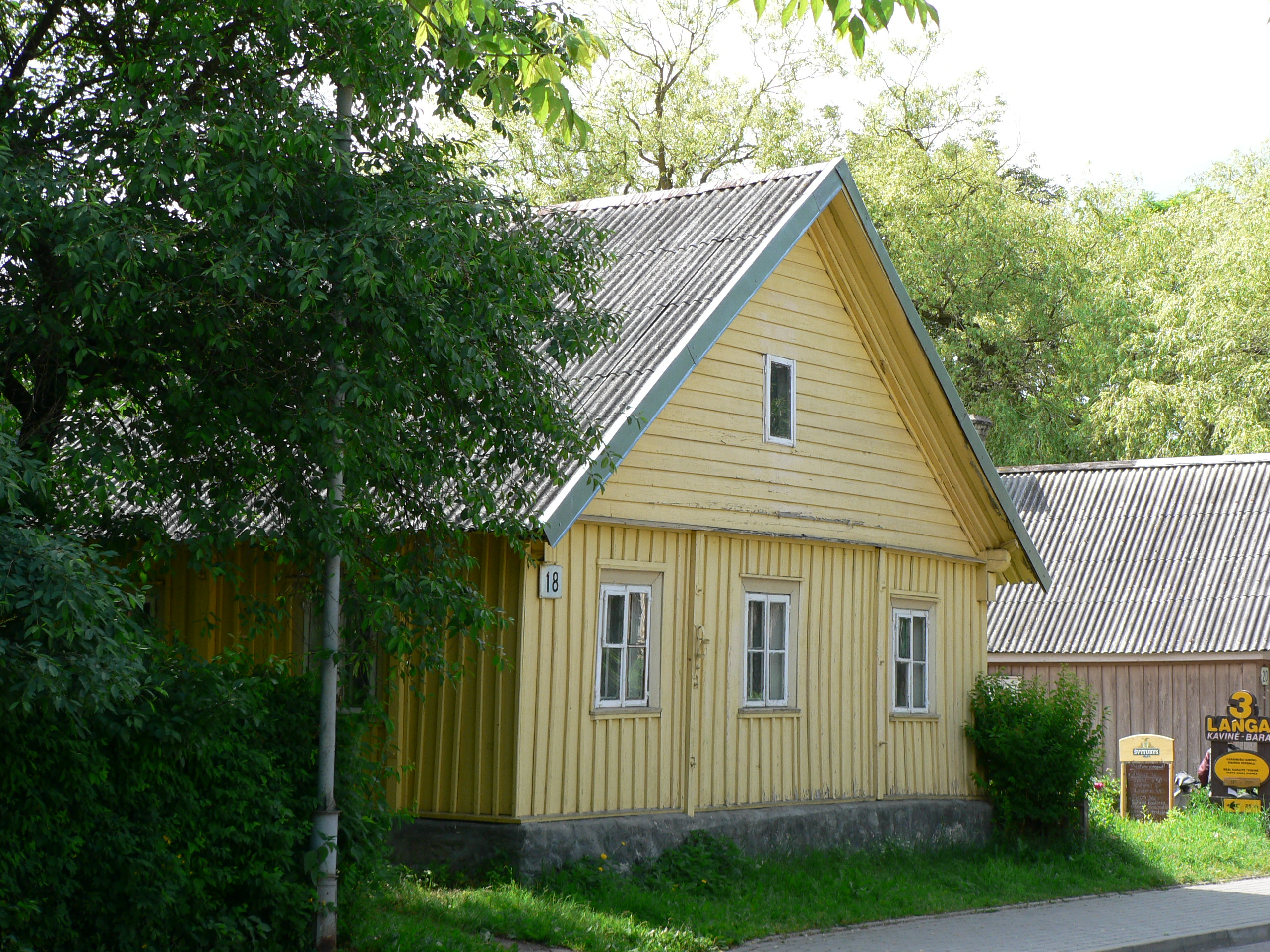
Dom karaimski
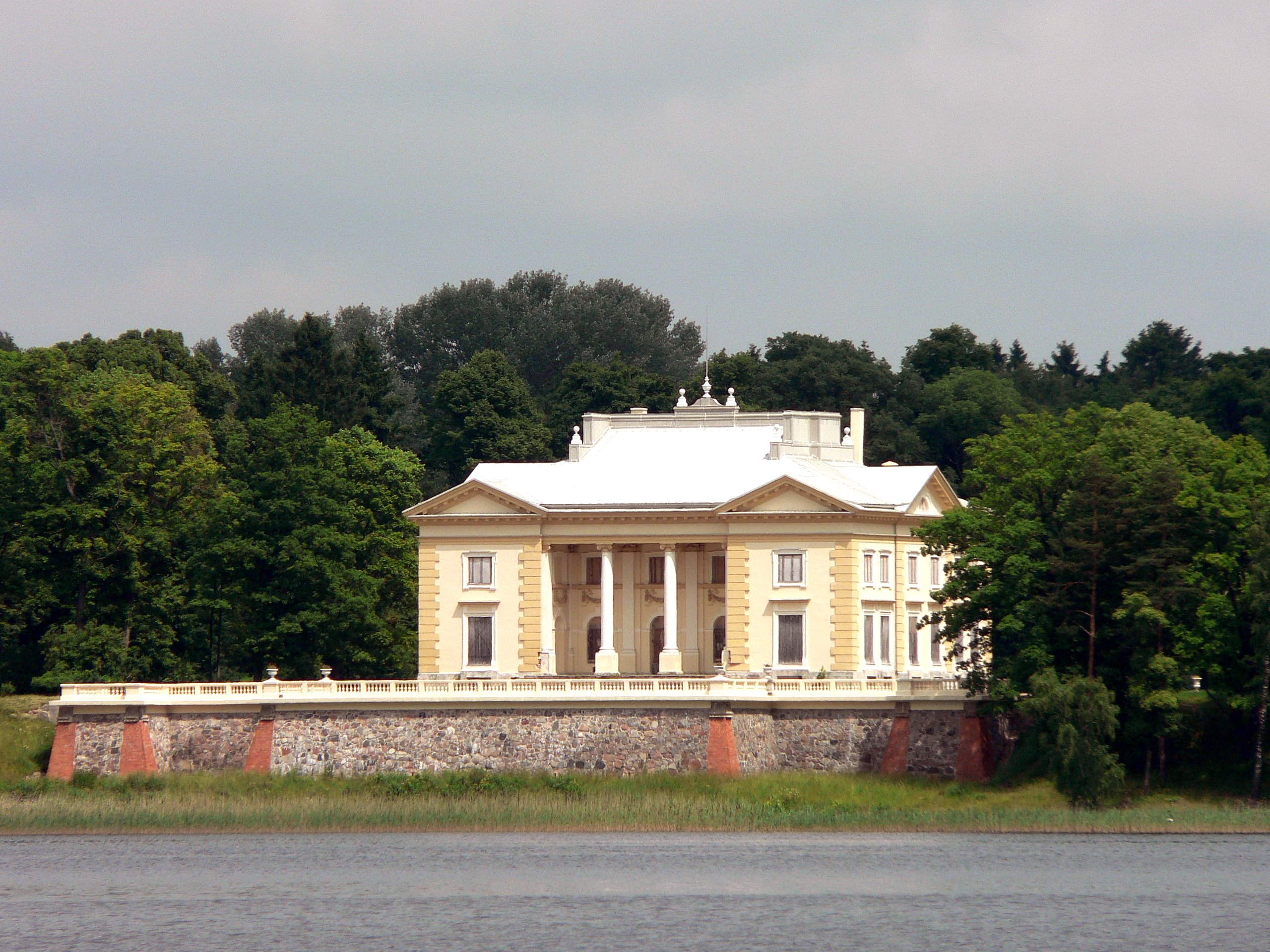
Pałac Tyszkiewicza w Zatroczu
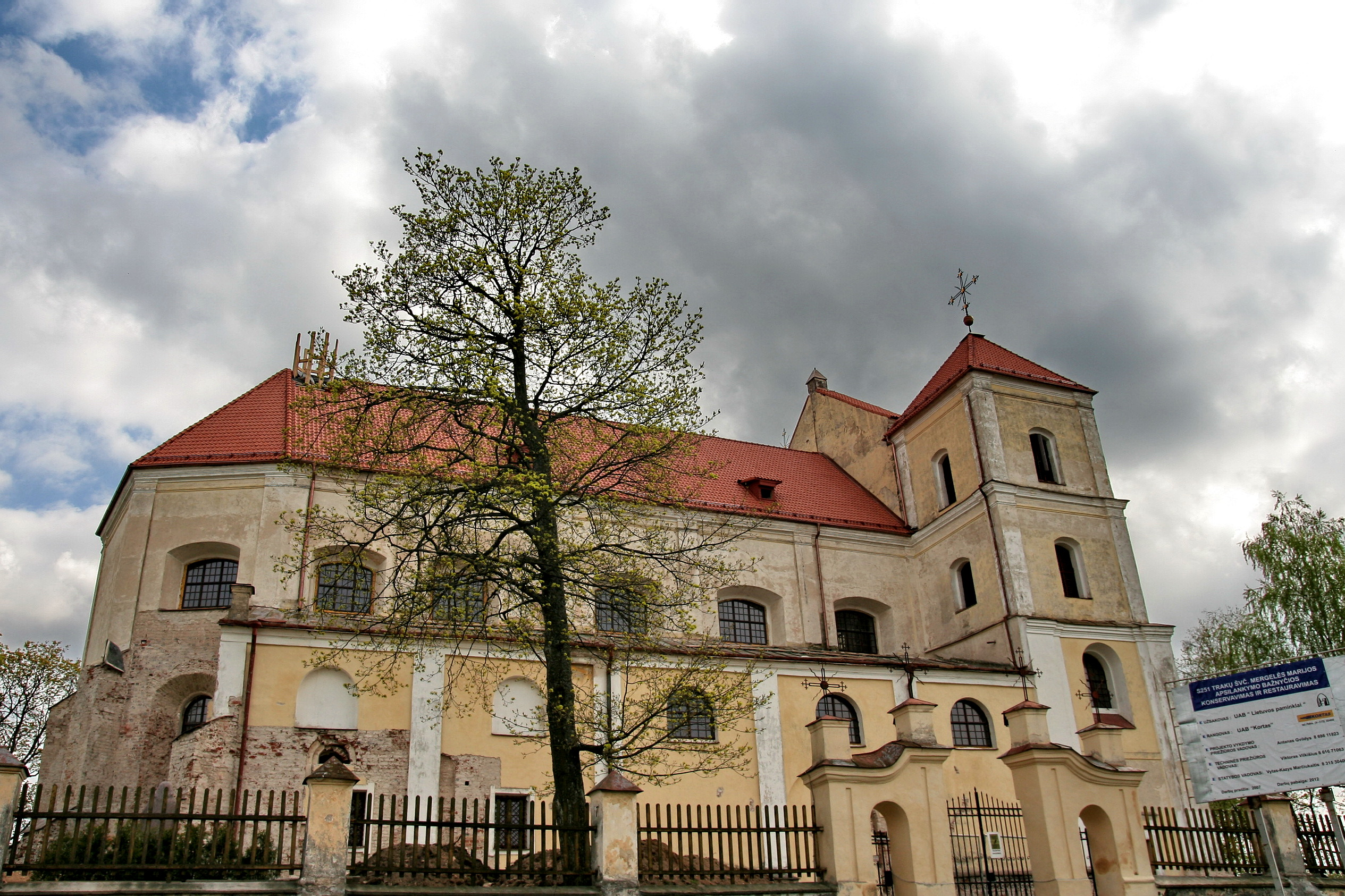
Kościół Nawiedzenia NMP
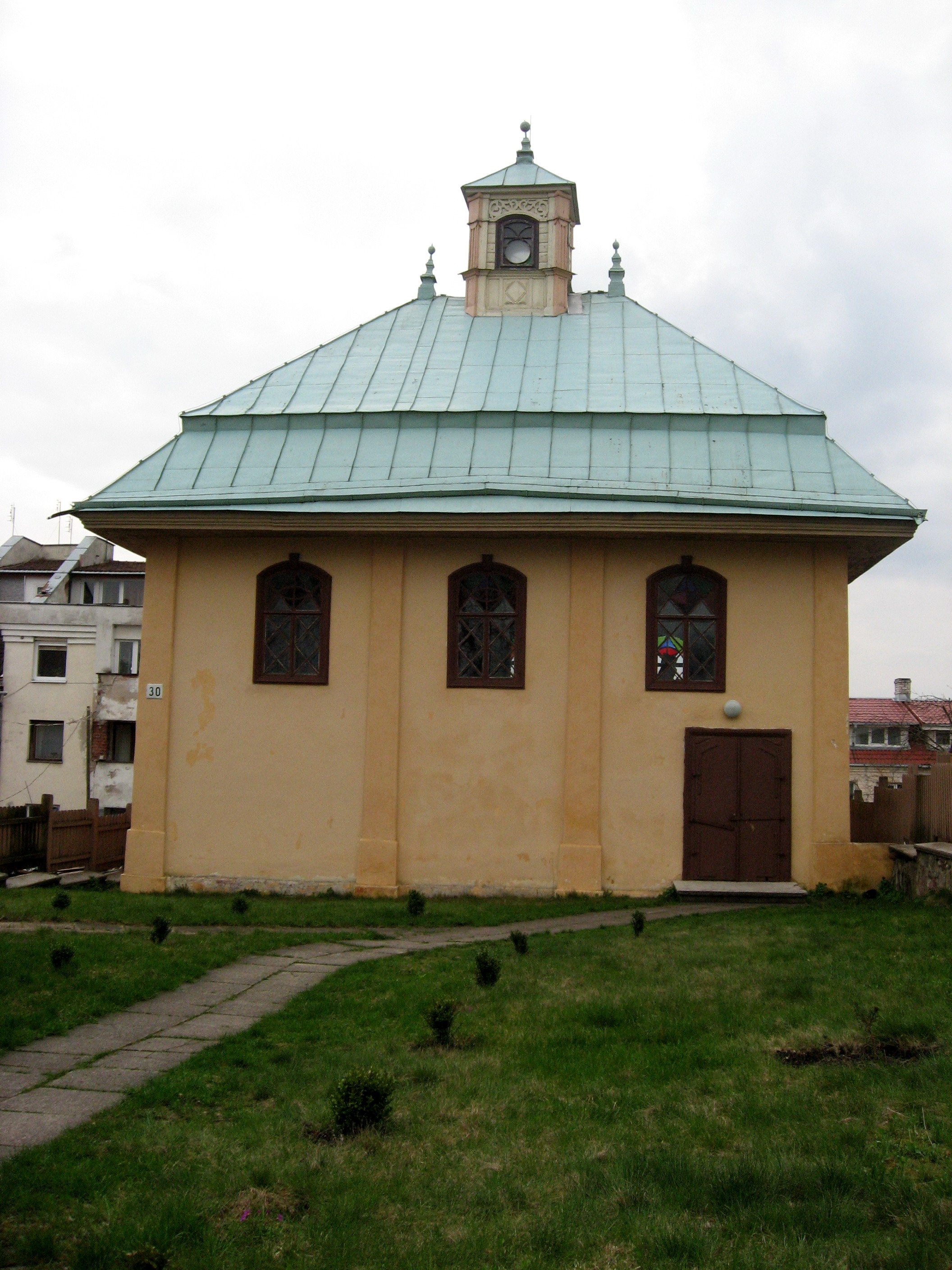
Kienesa karaimska
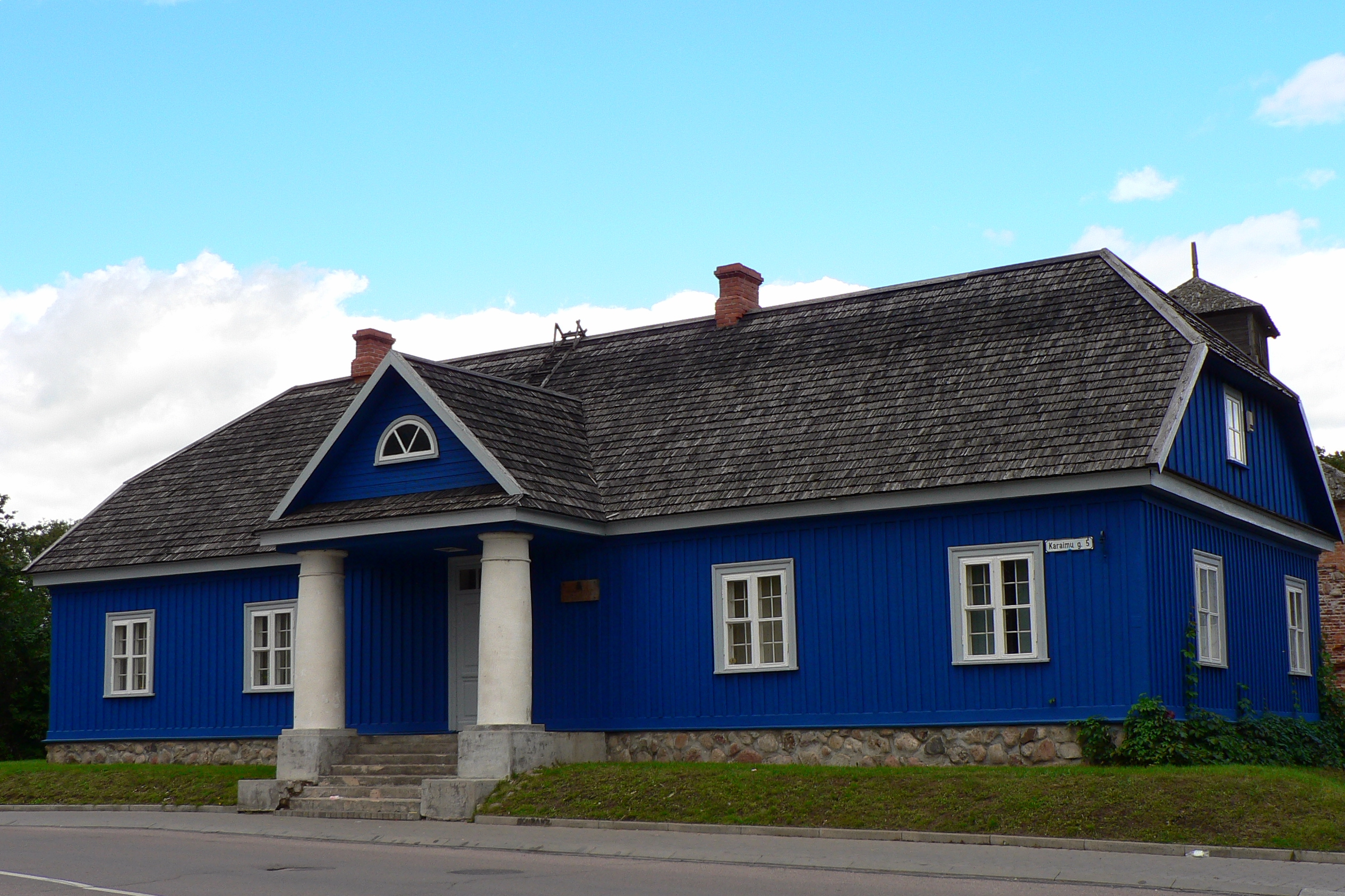
Stara poczta
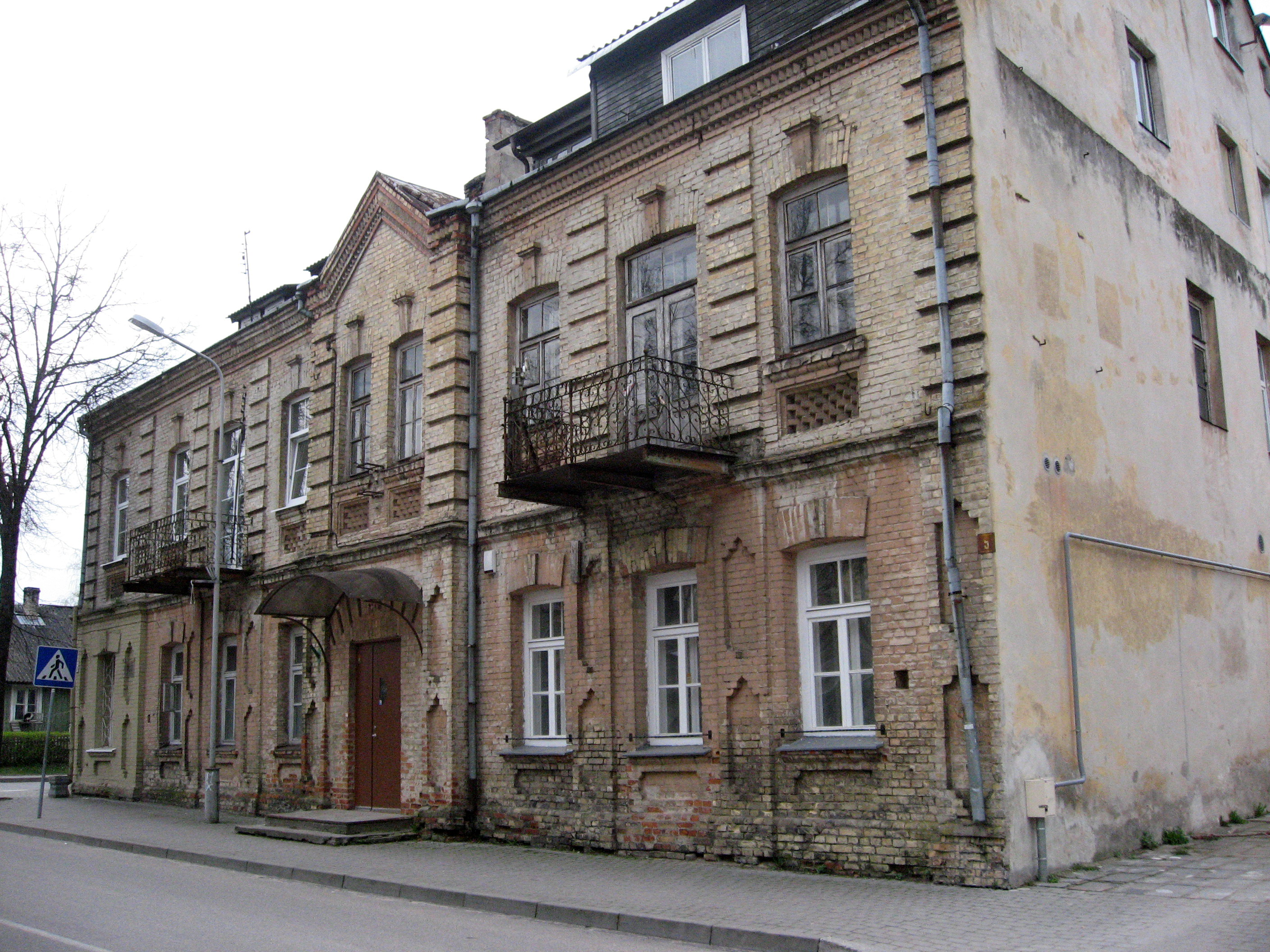
Kamieniczka